# WANT!
| 専門評論家によるレビュー   | 専門評論家によるレビュー |
| レビュー・スコア           | レビュー・スコア         |
| 出典                       | 評価                     |
| -------------------------- | ------------------------ |
| Billboard JAPAN （山本純） | 肯定的                   |

「WANT!」（ウォント!）は、Berryz工房の30枚目のシングル。2012年12月19日にアップフロントワークス（PICCOLO TOWNレーベル）から発売された。

## 概要
初回限定盤A・B・C、通常盤の4形態で発売。初回限定盤A・BはCD＋DVD、初回限定盤Cと通常盤はCDのみ。初回限定盤A・B・Cにはイベント抽選シリアルナンバーカードが封入されている。
センターは嗣永桃子。メインボーカルは菅谷梨沙子、夏焼雅、嗣永桃子、熊井友理奈である。

## 収録曲
全作詞・作曲：つんく
1. WANT! [5:05]
編曲：平田祥一郎
2. 勇気をください! [4:05]
編曲：宅見将典
3. WANT! (Instrumental) [5:05]

### 初回限定盤A付属DVD
1. WANT! (Dance Shot Ver.)

### 初回限定盤B付属DVD
1. WANT! (Dance Shot Ver. II)

## 参加ミュージシャン
WANT!
- プログラミング：平田祥一郎
- コーラス：つんく

勇気をください!
- プログラミング&ギター：宅見将典
- コーラス：CHINO